# Перло (Валле-д'Аоста)
Пе́рло (фр. Perloz) — муніципалітет в Італії, у регіоні Валле-д'Аоста.
Перло розташоване на відстані близько 560 км на північний захід від Рима, 45 км на схід від Аости.
Населення — 481 особа (2014).

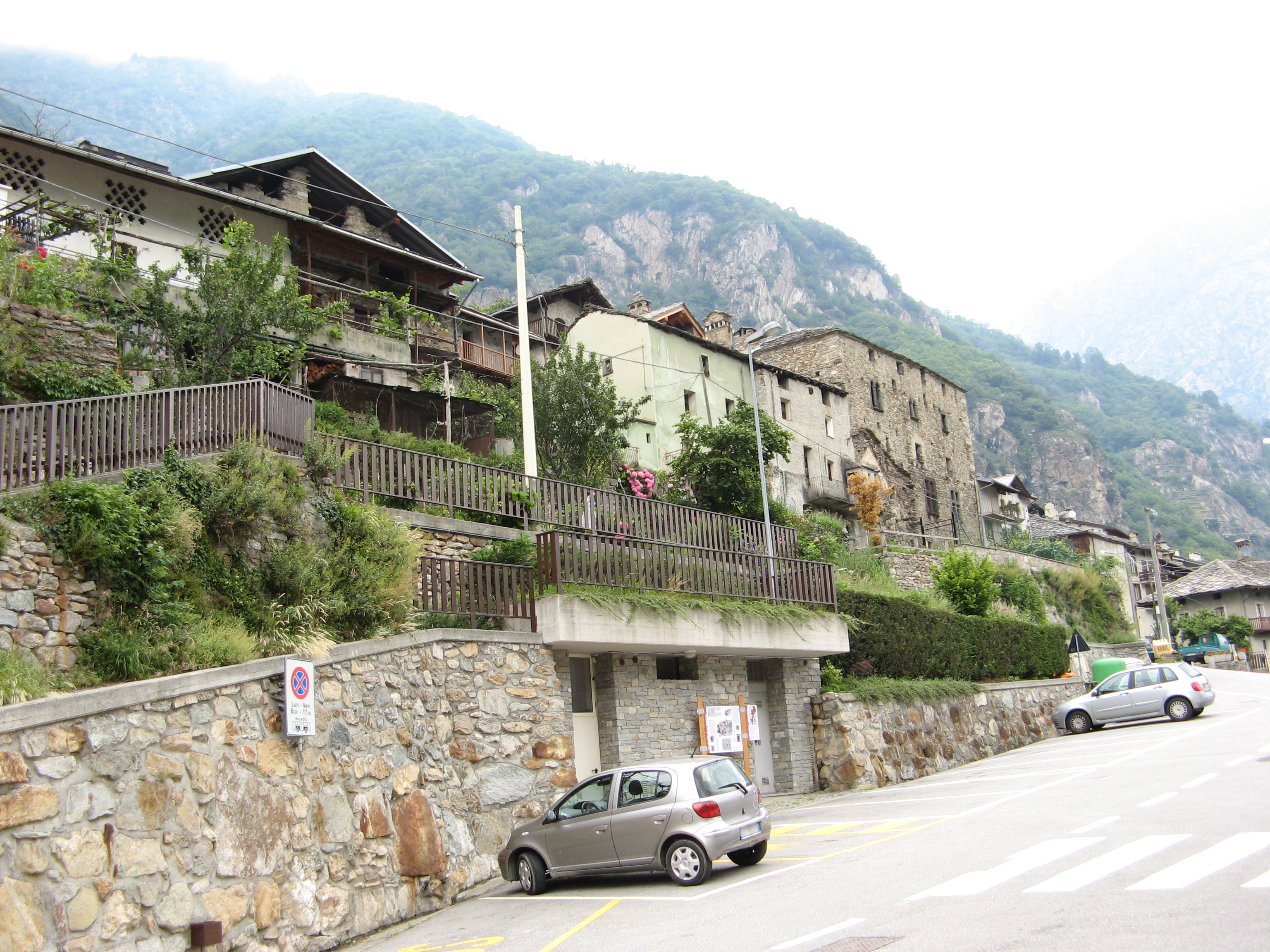

Щорічний фестиваль відбувається 14 січня. Покровитель — Ісус Христос.

## Демографія
Населення за роками:

Станом на 1 січня 2023 року в муніципалітеті офіційно проживало 13 іноземців з 5 країн, серед них 9 громадян країн Євросоюзу.

## Сусідні муніципалітети
- Арна
- Карема
- Доннас
- Іссім
- Лілльян
- Пон-Сен-Мартен